# Tapeinostemon sessiliflorum
Tapeinostemon sessiliflorum là một loài thực vật có hoa trong họ Long đởm. Loài này được (Humb. & Bonpl. ex Schult.) Pruski & S.F.Sm. miêu tả khoa học đầu tiên năm 1997.